# Bob Bondurant
Robert "Bob" Bondurant (Evanston, Illinois, 27 de abril de 1933-Phoenix, 12 de noviembre de 2021) fue un piloto de carreras estadounidense que compitió para el Shelby y Ferrari en sport prototipos, y NART, Reg Parnell, Bernard White, Eagle en Fórmula 1.

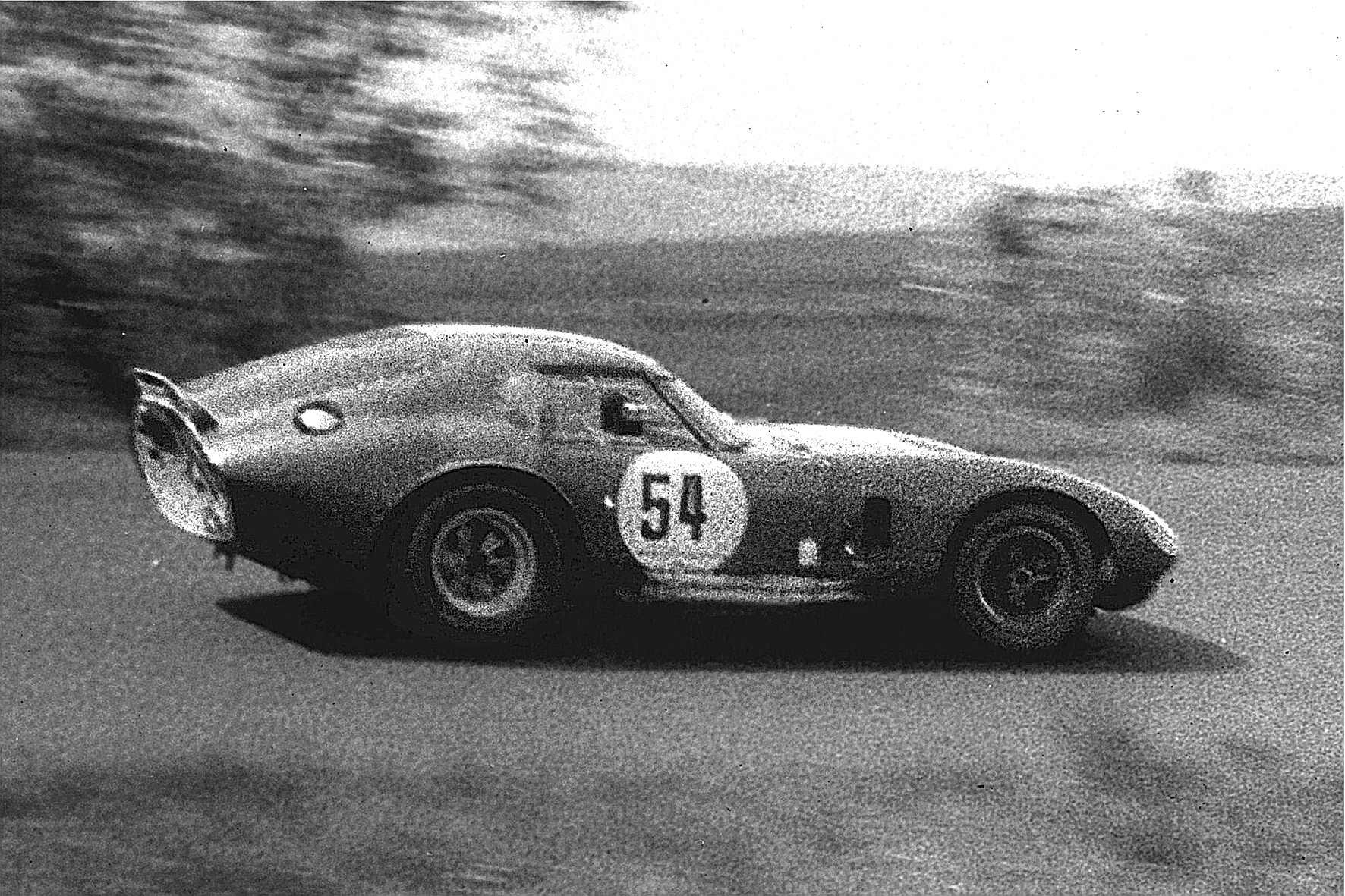
Shelby Daytona Cobra Coupé Bob Bondurant/Jochen Neerpasch por la 1000 km de Nürburgring en 1965.

## Resultados

### Fórmula 1
(Clave) (negrita indica pole position) (cursiva indica vuelta rápida)

| Año     | Escudería                  | 1     | 2       | 3       | 4       | 5   | 6       | 7     | 8       | 9       | 10      | 11  | Pos. | Puntos |
| ------- | -------------------------- | ----- | ------- | ------- | ------- | --- | ------- | ----- | ------- | ------- | ------- | --- | ---- | ------ |
| 1965    | North American Racing Team | RSA   | MON     | BEL     | FRA     | GBR | NED     | GER   | ITA     | USA 9   |         |     | NC   | 0      |
| 1965    | Reg Parnell Racing         |       |         |         |         |     |         |       |         |         | MEX Ret |     | NC   | 0      |
| 1966    | Team Chamaco-Collect       | MON 4 | BEL Ret | FRA DNP | GBR 9   | NED | GER Ret | ITA 7 |         |         |         |     | 14.º | 3      |
| 1966    | Anglo American Racers      |       |         |         |         |     |         |       | USA DSQ | MEX Ret |         |     | 14.º | 3      |
| 1967    | Anglo American Racers      | RSA   | MON     | NED     | BEL DNP | FRA | GBR     | GER   | CAN     | ITA     | USA     | MEX |      |        |
| Fuente: |                            |       |         |         |         |     |         |       |         |         |         |     |      |        |